# Wereldbeker schaatsen 2022/2023
De Wereldbeker schaatsen 2022/2023 (officieel: ISU World Cup Speed Skating 2022/23) was een internationale schaatscompetitie verspreid over het schaatsseizoen 2022-2023. De wereldbeker schaatsen wordt georganiseerd door de Internationale Schaatsunie (ISU).
Er waren dit seizoen weer zes wereldbekerweekenden, eentje meer ten opzichte van het vorige seizoen. De eerste wedstrijd vond plaats van 11 t/m 13 november 2022 in Stavanger en de finale was van 17 t/m 19 februari 2023 in Tomaszów Mazowiecki.
Op basis van de eerste twee wereldbekerwedstrijden werden de startquota verdeeld voor het Viercontinentenkampioenschappen schaatsen 2023, kwalificatie voor de Europese kampioenschappen schaatsen 2023 ging via de eerste vier wereldbekers en kwalificatie voor de wereldkampioenschappen schaatsen afstanden 2023 ging op basis van alle zes wereldbekerwedstrijden.

## Kalender
| Plaats                         | Datum               | 500m | 1000m | 1500m | 3k/5k | 5k/10k | Massastart | Teamsprint | Achtervolging | Details           |
| ------------------------------ | ------------------- | ---- | ----- | ----- | ----- | ------ | ---------- | ---------- | ------------- | ----------------- |
| Sørmarka Arena, Stavanger      | 11–13 november 2022 | 1x   | 1x    | 1x    | 1x    |        | 1x         |            | 1x            | Wereldbeker 1     |
| Thialf, Heerenveen             | 18–20 november 2022 | 1x   | 1x    | 1x    | 1x    |        | 1x         | 1x         |               | Wereldbeker 2     |
| Olympic Oval, Calgary          | 9–11 december 2022  | 1x   | 1x    | 1x    | 1x    |        | 1x         |            | 1x            | Wereldbeker 3     |
| Olympic Oval, Calgary          | 16–18 december 2022 | 1x   | 1x    | 1x    |       | 1x     | 1x         | 1x         |               | Wereldbeker 4     |
| Ice Arena, Tomaszów Mazowiecki | 10–12 februari 2023 | 1x   | 1x    | 1x    | 1x    |        | 1x         |            | 1x            | Wereldbeker 5     |
| Ice Arena, Tomaszów Mazowiecki | 17–19 februari 2023 | 1x   | 1x    | 1x    | 1x    |        | 1x         | 1x         |               | Wereldbekerfinale |
| Totaal                         | Totaal              | 6x   | 6x    | 6x    | 5x    | 1x     | 6x         | 3x         | 3x            |                   |

## Eindpodia

### Mannen
| Afstand       | Kampioen         | Tweede            | Derde            |
| ------------- | ---------------- | ----------------- | ---------------- |
| 500 m         | Laurent Dubreuil | Yuma Murakami     | Wataru Morishige |
| 1000 m        | Hein Otterspeer  | Laurent Dubreuil  | Jordan Stolz     |
| 1500 m        | Kjeld Nuis       | Connor Howe       | Jordan Stolz     |
| 5 en 10 km    | Beau Snellink    | Patrick Roest     | Sander Eitrem    |
| Massastart    | Bart Swings      | Andrea Giovannini | Bart Hoolwerf    |
| Teamsprint    | Nederland        | Canada            | Noorwegen        |
| Achtervolging | Verenigde Staten | Noorwegen         | Nederland        |

### Vrouwen
| Afstand       | Kampioen         | Tweede             | Derde                     |
| ------------- | ---------------- | ------------------ | ------------------------- |
| 500 m         | Kim Min-sun      | Vanessa Herzog     | Erin Jackson              |
| 1000 m        | Miho Takagi      | Jutta Leerdam      | Kimi Goetz                |
| 1500 m        | Miho Takagi      | Ragne Wiklund      | Antoinette Rijpma-de Jong |
| 3 en 5 km     | Ragne Wiklund    | Isabelle Weidemann | Joy Beune                 |
| Massastart    | Ivanie Blondin   | Marijke Groenewoud | Laura Peveri              |
| Teamsprint    | Verenigde Staten | Canada             | China                     |
| Achtervolging | Canada           | Nederland          | Japan                     |

## Limiettijden
Om te mogen starten in de wereldbeker schaatsen 2022/2023 moesten de schaatsers na 1 juli 2021 aan de volgende limiettijden hebben voldaan. Voor deelname aan de ploegenachtervolging, teamsprint of massastart volstond het rijden van een van deze limiettijden (om het even welke). Voor de drie snelle hooglandbanen Salt Lake City, Calgary en Ürümqi geldt een scherpere limiet.
| Geslacht | 500m  | 1000m   | 1500m   | 3000m   | 5000m                          | 10.000m                         |
| -------- | ----- | ------- | ------- | ------- | ------------------------------ | ------------------------------- |
| Mannen   | 35,70 | 1.11,00 | 1.49,00 | –       | 6.40,00                        | 13.30,00 of 6.28,00 op de 5000m |
| Vrouwen  | 39,50 | 1.19,00 | 2.00,50 | 4.19,00 | 7.23,00 of 4.11,00 op de 3000m | –                               |

| Geslacht | 500m  | 1000m   | 1500m   | 3000m   | 5000m                          | 10.000m                         |
| -------- | ----- | ------- | ------- | ------- | ------------------------------ | ------------------------------- |
| Mannen   | 36,20 | 1.12,00 | 1.50,50 | –       | 6.45,00                        | 13.40,00 of 6.33,00 op de 5000m |
| Vrouwen  | 40,00 | 1.20,00 | 2.02,00 | 4.22,00 | 7.33,00 of 4.14,00 op de 3000m | –                               |

Voor de ploegenachtervolging en massastart mocht één schaatser worden ingeschreven die niet aan een van bovenstaande kwalificatietijden heeft voldaan, voor deze schaatsers geldt een versoepelde limiet van 1.59,00 (mannen) of 2.11,50 (vrouwen) op de 1500 meter.